# František Seraf Sedlnický z Choltic
František Seraf svobodný pán Sedlnický z Choltic (německy Franz Seraph Freiherr von Sedlnitz, 15. dubna 1817, Opava – 29. července 1896, Salcburk) byl český šlechtic a plukovník císařské armády. Pocházel ze slezské linie svobodných pánů Sedlnických z Choltic.

## Život
Narodil se jako syn svobodného pána Václava Karla a jeho manželky Amalie Pinové z Friedenthalu. František Sedlnický byl ženatý s Adolfinou hraběnkou Podstatskou-Liechtenstein, s níž měl tři dcery a jednoho syna.
V mládí vstoupil do c. k. armády a v roce 1835 se stal důstojníkem. 9. července 1851 dosáhl hodnosti majora, v roce 1854 podplukovníka pluku kyrysníků pruského prince Karla, v roce 1858 zástupcem velícího důstojníka a roku 1859 skutečným velícím důstojníkem a velitelem pluku kyrysníků saského krále.
Roku 1861 ze zdravotních důvodů odešel do penze.